# ويليام مولفيل
ويليام مولفيل (بالإنجليزية: William Mulvihill)‏ هو كاتب أمريكي، ولد في 25 يونيو 1923 في ساغ هاربور في الولايات المتحدة، وتوفي في 17 سبتمبر 2004.

## وصلات خارجية
- ويليام مولفيل على موقع IMDb (الإنجليزية)
- ويليام مولفيل على موقع قاعدة بيانات الفيلم (الإنجليزية)